# Michael Roth
Michael Roth (Heidelberg, 15 de fevereiro de 1962) é um ex-jogador de handebol profissional e treinador alemão. Ganhou medalha de prata nos Jogos Olímpicos de Verão de 1984.
Michael Roth fez dois partidas com 2 gols. Jogou ao lado do seu irmão Ulrich Roth.